# Mittelmeerspiele 1993/Rugby Union
Bei den XII. Mittelmeerspielen in der französischen Region Languedoc-Roussillon wurde ein Rugby-Union-Turnier ausgetragen. Es fand vom 17. bis 25. Juni 1993 statt. Austragungsorte waren der Complexe sportif Michel-Millet in Agde, das Stade de la Méditerranée in Béziers, das Stade Albert-Domec in Carcassonne, der Parc des Sports et de l’Amitié in Narbonne und das Stade Aimé-Giral in Perpignan.
Nach einer Unterbrechung von zehn Jahren stand Rugby Union zum vierten (und bisher letzten) Mal auf dem Programm der Mittelmeerspiele. Am Turnier nahmen fünf Mannschaften teil; es handelte sich einerseits um die Nationalmannschaften von Italien, Kroatien, Marokko und Spanien, andererseits trat Frankreich mit einer schwächer besetzten Auswahl an und wertete die Partien daher nicht als vollwertige Test Matches.
Es wurde eine einzige Runde mit je einer Partie zwischen allen fünf Mannschaften ausgetragen.

## Tabelle
|    | Land          | Spiele | Siege | Unent. | Ndlg. | Spiel- punkte | Diff. | Punkte |
| -- | ------------- | ------ | ----- | ------ | ----- | ------------- | ----- | ------ |
| 1. | Frankreich XV | 3      | 3     | 0      | 0     | 298:17        | + 281 | 8      |
| 2. | Italien       | 4      | 4     | 0      | 0     | 190:57        | + 133 | 6      |
| 3. | Spanien       | 3      | 1     | 0      | 2     | 75:108        | − 33  | 4      |
| 4. | Kroatien      | 3      | 0     | 0      | 3     | 62:272        | − 210 | 2      |
| 5. | Marokko       | 3      | 0     | 0      | 3     | 27:198        | − 171 | 0      |

## Spiele
| 17. Juni 1993 | Kroatien                                    | 11 : 76        | Italien | Stade Aimé-Giral, Perpignan |
| 17. Juni 1993 | Versuche: Crzanić Straftritte: Grubišić (2) | (0:36) Bericht | Versuche: Barba (2) Bonomi (2) Dotto (2) Favaro Giovanelli (2) Properzi-Curti Tommasi Erhöhungen: Troiani (9) Straftritte: Troiani | Stade Aimé-Giral, Perpignan |

| 17. Juni 1993 | Marokko | 6 : 6 | Spanien | Stade Albert-Domecq, Carcassonne |
| 17. Juni 1993 | Bericht |       |         | Stade Albert-Domecq, Carcassonne |

| 19. Juni 1993 | Frankreich XV                                                                                              | 126 : 6        | Kroatien                | Stade Aimé-Giral, Perpignan |
| 19. Juni 1993 | Versuche: Bertrank (6) Fabre (4) Hyardet Jordana Laran Macabiau Magne (2) Mola (4) Erhöhungen: Bellot (13) | (71:3) Bericht | Straftritte: Hadjibejić | Stade Aimé-Giral, Perpignan |

| 19. Juni 1993 | Italien | 70 : 9         | Marokko                                           | Stade Albert-Domecq, Carcassonne |
| 19. Juni 1993 | Versuche: Bonomi Marcello Cuttitta (3) Massimo Cuttitta Francescato (4) Orlandi (4) Erhöhungen: Filizzola (10) | (35:3) Bericht | Straftritte: Echellaoui Dropgoals: Echellaoui (2) | Stade Albert-Domecq, Carcassonne |

| 21. Juni 1993 | Frankreich XV | 86 : 0         | Marokko | Complexe sportif Michel-Millet, Agde |
| 21. Juni 1993 | Versuche: Guiraud Hallinger (2) Hyardet Marfaing Miorin Ougier (2) Pagès Viars (2) Strafversuch Erhöhungen: Labit (10) Straftritte: Labit (2) | (25:0) Bericht |         | Complexe sportif Michel-Millet, Agde |

| 21. Juni 1993 | Italien | 38 : 6         | Spanien                    | Stade Aimé-Giral, Perpignan |
| 21. Juni 1993 | Versuche: Checchinato (2) Marcello Cuttitta Filizzola (2) Erhöhungen: Filizzola (5) Straftritte: Filizzola | (24:0) Bericht | Straftritte: Díaz, Puertas | Stade Aimé-Giral, Perpignan |

| 23. Juni 1993 | Kroatien | 36 : 12 | Marokko | Parc des Sports et de l’Amitié, Narbonne |
| 23. Juni 1993 |          |         |         | Parc des Sports et de l’Amitié, Narbonne |

| 23. Juni 1993 | Frankreich XV                                                                                          | 55 : 5         | Spanien     | Parc des Sports et de l’Amitié, Narbonne |
| 23. Juni 1993 | Versuche: Bellot (2) Fabre (2) Laran Mola Ougier Viars Erhöhungen: Bellot Viars (5) Straftritte: Viars | (27:0) Bericht | Versuche: 1 | Parc des Sports et de l’Amitié, Narbonne |

| 25. Juni 1993 | Kroatien | 9 : 58 | Spanien | Stade de la Méditerranée, Béziers |
| 25. Juni 1993 | Bericht  |        |         | Stade de la Méditerranée, Béziers |

| 25. Juni 1993 | Frankreich XV                                                                          | 31 : 6        | Italien                    | Stade de la Méditerranée, Béziers |
| 25. Juni 1993 | Versuche: Dispagne Fabre Lièvremont Erhöhungen: Labit (2) Straftritte: Labit (5) Viars | (6:6) Bericht | Straftritte: Filizzola (2) | Stade de la Méditerranée, Béziers |